# Argynnis argynnis
Argynnis argynnis är en fjärilsart som beskrevs av Brown. Argynnis argynnis ingår i släktet Argynnis och familjen praktfjärilar. Inga underarter finns listade i Catalogue of Life.